# Fausto Del Ponte
Fausto Del Ponte (Pieve Vergonte, 13 ottobre 1924 – Pieve Vergonte, 26 dicembre 2012) è stato un politico italiano.